# 停下吧！
《停下吧！》（日语：止マレ!）是2009年8月26日發行的單曲。

## 收錄曲
1. 停下吧！（止マレ!）
作詞：畑亞貴，作曲：田代智一，編曲：安藤高弘
《涼宮春日的憂鬱》（2009年版本第8、12-18、20-23集）片尾曲。
2. 作詞：畑亞貴，作曲：山口朗彦，編曲：安藤高弘
3. 停下吧！（off vocal）
4. （off vocal）

## 製作人員
- Performed by 平野綾、茅原實里、後藤邑子
- Producer & Director：齋藤滋（Lantis）
- Engineer：淺野浩伸
- Art Direction & Design：OverDriveDesign
- Mastering：安藤義彥（青葉台工作室）
- Design：OverDriveDesign
- Illustration：西屋太志
- Paint：津田幸恵
- Assistant：太田淳（Lantis）
- Executive Promotion：松村起代子
- A&R desk：山崎彩、濱田邦子（Lantis）
- Thanks：SOS團、角川書店、京都動畫
- Special Thanks：RodeoDr Live
- Executive Supervisor：伊藤善之
- Executive Producer：井上俊次（Lantis）
- Super Producer：涼宮春日

## 外部連結
- 《停下吧！》 （页面存档备份，存于） - Lantis